# 66454 Terezabeatriz
66454 Terezabeatriz è un asteroide della fascia principale. Scoperto nel 1999, presenta un'orbita caratterizzata da un semiasse maggiore pari a 2,5253635 UA e da un'eccentricità di 0,2688007, inclinata di 11,46734° rispetto all'eclittica.